# Paul Myners
Paul Myners, baron Myners, né le 1er avril 1948 et mort le 16 janvier 2022 à Londres (Royaume-Uni), est un homme d'affaires et homme politique britannique. 
Il est secrétaire aux services financiers (parfois appelé ministre de la City) au Trésor, le ministère des Finances du Royaume-Uni, sous le gouvernement travailliste de Gordon Brown. Il occupe le poste d'octobre 2008 à mai 2010, et est nommé pair à vie à la suite de sa nomination, car il n'est pas un député élu. Il siège aussi au Conseil économique national du Premier ministre. Il siège maintenant comme crossbencher à la Chambre des lords.
Paul Myners travaille dans le secteur financier depuis 1974. Il occupe également plusieurs postes dans le troisième secteur, notamment celui de président des administrateurs de la Tate et de président de la Low Pay Commission. Immédiatement avant sa nomination ministérielle, il est président du Groupe Guardian Media, éditeur des journaux The Guardian et The Observer, et président de Land Securities, la plus grande société immobilière cotée en Europe à l'époque. Il est un ancien président de Marks & Spencer et vice-président de PowerGen.

## Biographie
Paul Myners est adopté très jeune par une famille de Cornouailles et grandit à Truro. Son père adoptif est boucher-pêcheur indépendant et sa mère coiffeuse. Il fréquente l'école Truro, une école méthodiste indépendante, grâce à une bourse. Il est diplômé de l'Institute of Education de l'Université de Londres, avec un diplôme de première classe en éducation et un certificat en éducation (diplôme d'enseignement), et devient professeur au secondaire à Wandsworth avec l'Inner London Education Authority (1971–72). Il quitte l'enseignement après deux ans et rejoint le Daily Telegraph comme journaliste financier pour entrer dans le secteur financier en 1974 en tant que gestionnaire de portefeuille junior chez NM Rothschild & Sons.
Bien qu'il n'ait jamais été actif en politique avant sa nomination au poste de ministre des Finances, The Independent rapporte qu'il est un financier avec un véritable instinct de justice sociale". Myners n'a jamais fait de don au Parti travailliste, mais en 2007, il donne 12 700 £ à la campagne à la direction de Gordon Brown.
Il est d'abord marié à Tessa Stanford-Smith, une enseignante, de 1972 à 1993, puis à Alison Macleod, ancienne présidente de la Contemporary Art Society et administratrice du Royal Academy Development Trust. Ils se séparent en 2017 et divorcent en 2020. Il a quatre filles.
Il vivait à Londres et a un chalet près de Falmouth en Cornouailles.

### Carrière à la City
En 1985, Paul Myners est directeur du fonds de pension Gartmore Group, devenant président en 1987 et y restant jusqu'en 2001. Au cours de cette période, les fonds gérés par Gartmore sont passés de 1,2 milliard de livres en 1985 à 75 milliards de livres en 2001, et Paul Myners a gagné environ 30 millions de livres. Après sa retraite de Gartmore en 2001, il choisit de se concentrer sur un plus large éventail d'intérêts, comme administrateur non exécutif et président de plusieurs entreprises et institutions du tiers secteur.
Il est directeur de NatWest jusqu'à ce qu'il soit repris par la Royal Bank of Scotland au printemps 2000. En 2000, il est président du Groupe Guardian Media, éditeur des journaux The Guardian et The Observer.
En août 2010, Paul Myners rejoint le conseil d'administration de RIT Capital Partners PLC, un important fonds d'investissement présidé et parrainé par Jacob Rothschild, et plus tard cette année-là, il est administrateur d'ARK, l'organisation caritative soutenue par les principaux gestionnaires de fonds spéculatifs de Londres.

### Nominations publiques
Avant sa nomination ministérielle d'octobre 2008, Paul Myners est membre de la Cour de la Banque d'Angleterre. Il est un ancien président de l'Association of Investment Trust Companies et membre du Financial Reporting Council (FRC) et du Panel on Takeovers and Mergers. Il compile des rapports sur l'investissement institutionnel (le rapport Myners, se demandant si les fonds de pension agissent dans l'intérêt de leurs bénéficiaires), la levée de fonds propres et la gouvernance pour le Trésor et le ministère du Commerce et de l'Industrie [deux rapports avant 1997 et trois après]. Ce rapport donne naissance aux principes de Myners qui constituent la base d'une bonne gestion de l'investissement des fonds de pension et des dotations. Le rapport Myners plaide aussi en faveur des investisseurs qui s'intéressent plus activement à la propriété des entreprises détenues (activisme) et fait valoir que les banques d'investissement ne devraient plus être rémunérées par une commission de transaction. Entre août 2007 et octobre 2008, il est président de la Personal Accounts Delivery Authority (PADA), l'organisme chargé en vertu de la loi de 2007 sur les pensions de mettre en œuvre les projets du gouvernement britannique pour un nouveau régime national d'épargne-retraite pour les travailleurs du secteur privé à revenu faible et modéré. Il quitte ce poste lors de sa nomination comme ministre.
Il siège aussi à la Commission sur les prisons anglaises, établie par la Howard League for Penal Reform et la Green Fiscal Commission, et est membre de la Commission sur l'emploi vulnérable parrainée par le TUC, et administrateur du Smith Institute, un établissement d'enseignement et un groupe de réflexion sur les politiques publiques. Il est ancien président des fiduciaires de la Tate et président de la Low Pay Commission, ancien administrateur de la National Gallery et du Royal Academy Trust, administrateur de la Charity Aid Foundation et a siégé au conseil consultatif du St. Paul's Cathedral Institute. Myners quitte ces postes lorsqu'il devient ministre.

#### Ministre de la City
Le 3 octobre 2008, Paul Myners est nommé Secrétaire au Trésor (une position parfois appelée ministre de la City) au Trésor, par le premier ministre Gordon Brown,. Il est créé pair à vie le 16 octobre 2008, sous le titre de baron Myners, de Truro dans le comté de Cornouailles. Peu de temps après sa nomination, Myners subit un « baptême du feu » menant un programme de sauvetage bancaire du Royaume-Uni de 500 milliards de livres sterling en 2008.
En février 2009, Lord Myners est au centre de la controverse concernant le montant de la pension versée à Fred Goodwin, l'ancien président de la Royal Bank of Scotland. Myners déclare qu'il n'a pas approuvé les détails du règlement des retraites de Goodwin lorsqu'il a été organisé l'automne précédent dans le cadre du sauvetage de RBS par le gouvernement, soulignant que c'est une question qui relève du conseil d'administration de RBS. Cependant, l'ancien président de RBS, Tom McKillop, conteste le compte de Myners dans des preuves ultérieures devant le comité du Trésor, insistant sur le fait que « chaque élément » de la compensation financière de Goodwin en quittant la banque a été pleinement discuté avec Myners. Le Comité du Trésor conclut dans son rapport que Myners a trop fait confiance au conseil d'administration. Le rapport du comité est critiqué par beaucoup. 
Le chancelier de l'Échiquier confie à Paul Myners la responsabilité d'un certain nombre de grandes agences parrainées par le Trésor, notamment le Debt Management Office, le National Savings & Investment, le UK Financial Investments et l'Agence de protection des actifs. Myners s'occupe de l'interface ministérielle de routine entre le Trésor et la Financial Services Authority.

### Fin de carrière
En juin 2011, Lord Myners est président et associé de Cevian Capital (UK) LLP, la branche britannique de Cevian Capital, le plus grand gestionnaire d'actionnariat actif (ou activiste) en Europe.
En octobre 2012, Lord Myners est nommé président de la Howard League for Penal Reform, en remplacement du sortant Lord Carlile of Berriew,.
En mars 2013, Lord Myners rejoint le conseil d'administration d'OJSC MegaFon, une société cotée à Londres et l'un des trois plus grands opérateurs de téléphonie mobile de Russie. Myners est nommé pour représenter les intérêts des actionnaires indépendants et siège au conseil jusqu'à la fin de 2017.
Le 1er février 2015, Lord Myners est nommé président de la Cour des gouverneurs et du Conseil de la London School of Economics, succédant à Peter Sutherland.
En 2016, Lord Myners est chancelier de l'université d'Exeter succédant à la baronne Benjamin,.
En octobre 2016, Lord Myners est vice-président de Global Counsel, un cabinet de conseil en politiques publiques. Il est également président d'Edelman UK et administrateur de Windmill Hill Asset Management, une entreprise présidée par Lord Rothschild.
En mars 2018, Lord Myners est administrateur indépendant de Rockefeller Capital Management. Plus tard cette année-là, il est président de deux autres SPAC cotées à la Bourse de Londres. J2 Acquisition Limited a levé 1,45 milliard de dollars américains et Landscape Acquisition Holdings Ltd a levé 500 milliards de dollars américains. Les deux sociétés ont par la suite procédé à des acquisitions et ont été remises en vente à la Bourse de New York, Myners restant au conseil.
En janvier 2019, Paul Myners est invité à conseiller Nissan Global sur la modernisation de sa gouvernance d'entreprise après le scandale Carlos Ghosn.
Paul Myners est fait Commandeur de l'ordre de l'Empire britannique (CBE) en 2001 et docteur honoris causa en droit de l'université d'Exeter et est chercheur invité au Nuffield College Oxford. Il est également Executive Fellow de la London Business School.
En juillet 2010, Paul Myners est élu président du groupe parlementaire multipartite sur la gouvernance d'entreprise et en novembre 2010, il est admis en tant que membre honoraire de l'Association des trésoriers d'entreprise.